# Épineuil
Épineuil település Franciaországban, Yonne megyében. Lakosainak száma 515 fő (2022. január 1.). Épineuil Dannemoine, Molosmes és Tonnerre községekkel határos.

## Népesség
A település népességének változása:
| Lakosok száma | 613  | 601  | 626  | 597  | 576  | 554  | 533  | 525  | 515  |
|               | 2013 | 2015 | 2016 | 2017 | 2018 | 2019 | 2020 | 2021 | 2022 |